# 舟山恭史
舟山 恭史（ふなやま やすし、1967年8月17日 - ）は、東京都立川市出身の元プロ野球選手（投手）。

## 来歴・人物
明大中野高校では2年秋に都大会準々決勝へ進むが、秋元宏作のいた国学院久我山高に敗れた。明治大学へ進学（同期に東瀬耕太郎、今久留主成幸）。東京六大学リーグ通算35試合登板、12勝13敗、防御率3.54、142奪三振。
1989年のプロ野球ドラフト会議で日本ハムファイターズから4位指名を受け入団。
1993年にイースタン・リーグ最優秀防御率を獲得し、一軍初登板も果たす。
1994年にもイースタンで最優秀救援投手を獲得する。
1996年限りで現役を引退。
引退後、ファイナンシャル・プランナーや国内生命保険会社勤務を経て、成立学園高に講師として勤務。その後、東京都の教員採用試験に合格し、2018年に片倉高に公民科の教員として着任するとともに、コーチとして野球部を指導している。
そして今は都立秋留台高等学校で教員をしている。

## 詳細情報

### 年度別投手成績
| 年 度     | 球 団     | 登 板 | 先 発 | 完 投 | 完 封 | 無 四 球 | 勝 利 | 敗 戦 | セ 丨 ブ | ホ 丨 ル ド | 勝 率 | 打 者 | 投 球 回 | 被 安 打 | 被 本 塁 打 | 与 四 球 | 敬 遠 | 与 死 球 | 奪 三 振 | 暴 投 | ボ 丨 ク | 失 点 | 自 責 点 | 防 御 率 | W H I P |
| --------- | --------- | ----- | ----- | ----- | ----- | -------- | ----- | ----- | -------- | ----------- | ----- | ----- | -------- | -------- | ----------- | -------- | ----- | -------- | -------- | ----- | -------- | ----- | -------- | -------- | ------- |
| 1993      | 日本ハム  | 4     | 0     | 0     | 0     | 0        | 0     | 0     | 0        | --          | ----  | 31    | 6.1      | 9        | 0           | 5        | 0     | 0        | 4        | 1     | 0        | 5     | 5        | 7.11     | 2.21    |
| 1995      | 日本ハム  | 1     | 0     | 0     | 0     | 0        | 0     | 0     | 0        | --          | ----  | 2     | 0.1      | 0        | 0           | 1        | 0     | 0        | 0        | 0     | 0        | 0     | 0        | 0.00     | 3.00    |
| 通算：2年 | 通算：2年 | 5     | 0     | 0     | 0     | 0        | 0     | 0     | 0        | --          | ----  | 33    | 6.2      | 9        | 0           | 6        | 0     | 0        | 4        | 1     | 0        | 5     | 5        | 6.75     | 2.25    |

### 記録
- 初登板：1993年4月15日、対福岡ダイエーホークス3回戦（東京ドーム）、2回表1死に2番手として救援登板、2回2/3を1失点
- 初奪三振：同上、3回表に吉永幸一郎から

### 背番号
- 12 （1990年 - 1991年）
- 49 （1992年）
- 45 （1993年 - 1996年）